# 深海鮫肝油
深海鮫肝油（しんかいざめかんゆ、英: Shark liver oil）は、深海鮫から抽出される肝油。
鮫肝油は、古くから民間薬でヘミングウェイの『老人と海』でも描写され、1990年代には保湿剤のスクアレンの主な原料で、「鮫肝油エキス」として健康食品が販売されてきた。

## 成分
- スクアレン
- アルキルグリセロール
- n-3系脂肪酸
- スクアラミン
- その他のアミノステロール